# Мультиплексирование с разделением по времени
Временное мультиплексирование (англ. Time Division Multiplexing, TDM) — технология аналогового или цифрового мультиплексирования, в котором несколько сигналов или битовых потоков передаются одновременно как подканалы в одном коммуникационном канале. 
Передача данных в таком канале разделена на временные интервалы (таймслоты) фиксированной длины, отдельные для каждого канала. Например: некоторый блок данных или подканал 1 передается в течение временного интервала 1, подканал 2 во временной интервал 2 и т. д. Один фрейм TDM состоит из одного временного интервала, выделенного одному определенному подканалу. После передачи фрейма последнего из подканалов происходит передача фрейма первого подканала и т. д. по порядку.
Была версия, что в будущем TDM может уступить место ATM (хотя данная технология внедрялась крайне медленно, и на сегодняшний день развитие ATM полностью прекращено); более реалистичным представляется[кому?], что TDM может уступить место IP; но на сегодня TDM — это преобладающая технология местного доступа.

## TDM и пакетная передача данных
В своей первичной форме TDM используется для коммуникационных схем, использующих постоянное число каналов и постоянную пропускную способность в каждом из каналов.
Главное отличие мультиплексирования с разделением во времени от статистического мультиплексирования, такого как пакетное мультиплексирование, это то, что таймслоты в нем следуют в заданном, периодически повторяющемся порядке, в отличие от пакетной обработки (по мере поступления пакетов). Статистическое мультиплексирование похоже, но не должно быть рассматриваемо как мультиплексирование с подразделением времени.
В динамическом TDMAccess алгоритм планирования динамически резервирует переменное число временных интервалов для организации динамического изменения пропускной способности, основанным на требованиях к трафику каждого потока данных. Динамический TDMA используется в:
- IEEE 802.11;
- IEEE 802.16a.

## Передача с использованием TDM
В сетях с коммутируемыми каналами связи, таких как, например, городские общественные телефонные сети, существует необходимость передавать одновременно множество звонков разных абонентов в одной среде передачи. Для реализации этой задачи можно использовать TDM. Стандартный голосовой сигнал(DS0) использует 64 кбит/с. TDM берет фреймы голосового сигнала и мультиплексирует их в TDM-фреймы, которые передаются с большей пропускной способностью. Таким образом, если TDM-фрейм содержит n голосовых фреймов, то пропускная способность будет n*64 кбит/с.
Каждый голосовой таймслот в TDM-фрейме называется каналом. В европейских системах TDM-фрейм состоит из 30-и цифровых голосовых каналов, в Американском стандарте их 22 (смотри E1 и T1). Оба эти стандарта включают в себя битовые таймслоты для сигнализации (см.: ОКС-7) и синхронизационные биты.
Мультиплексирование более чем 30-ти и 22-х цифровых голосовых канала называется мультиплексирование высшего порядка, который может быть достигнут посредством мультиплексирования стандартных TDM-фреймов. Например, европейский 120-канальный TDM-фрейм формируется с помощью мультиплексирования четырех 30-канальных TDM-фреймов. При каждом мультиплексировании более высокого порядка комбинируются 4 фрейма предыдущего порядка, созданных мультиплексированием n×64 кбит/с, где n = 120, 480, 1920 и т. д.

## Примеры использования
- В PDH, также известном как PCM-системы, для цифровой передачи нескольких телефонных звонков по одному медному кабелю с четырьмя проводами (T1 или E1-линии) или по волоконно-оптической линии;
- В SDH и Синхронных оптических сетях (SONET);
- RIFF (WAV), звуковой стандарт, чередующий левый и правый стереоканалы из одного источника;
- В стереоскопических очках, при разделении на левый и правый каналы.

TDM может быть расширен в будущем для использования в сетях коллективного доступа с разделением во времени (time division multiple access — TDMA), где несколько станций, с одной физической средой связи, могут общаться совместно используя один частотный канал (например, GSM-сети).

## Синхронный TDM (Sync TDM)
Существует три типа Sync TDM: T1, SONET/SDH, и ISDN.